# Математическая экономика
Математическая экономика — сфера теоретической и прикладной научной деятельности, целью которой является математически формализованное изучение экономических объектов, процессов и явлений. Наряду с простейшими геометрическими методами в рамках математической экономики применяется инструментарий интегрального и дифференциального исчисления, матричной алгебры, математического программирования, прочие вычислительные методы, составляются и решаются рекуррентные и дифференциальные уравнения.
Язык математики позволяет экономистам формулировать содержательные и проверяемые гипотезы о многих сложных явлениях, описание которых без привлечения математического аппарата представляется затруднительным. Более того, противоречивая природа некоторых экономических явлений делает их исследование невозможным без использования математики. Ныне значительная часть теоретических экономических взаимосвязей нашла отражение в математических моделях.
Математическая экономика позволила усовершенствовать многие методики экономического исследования, среди них:
- равновесный анализ, в рамках которого отдельные субъекты и крупные экономические системы представляются статическими объектами;
- сравнительная статика[6], то есть компаративный анализ равновесных состояний;
- динамический анализ, то есть исследование траекторий перехода между состояниями равновесия[2][7][8][9].

Методы математического моделирования экономических явлений и процессов обширно применяются с XIX века. Одним из первых распространённых инструментов стало дифференциальное исчисление: экономисты изучали процедуру максимизации полезности домохозяйств. Именно тогда арсенал экономиста-исследователя пополнили методы математической оптимизации — прикладной математической дисциплины о поиске экстремальных значений переменных. Развитие методов оптимизации продолжилось в первой половине XX века. В середине столетия, ввиду требований военного времени, область применения математических методов в экономике стала ещё шире. С 50-х годов важнейшим инструментом экономического моделирования стала теория игр.
Процесс стремительной систематизации экономической теории критиковался многими авторитетными учёными. Кейнс, Хайек и другие именитые экономисты считали, что не всякий аспект экономического поведения поддаётся формализации.

## Классификация методов и объектов
Согласно Математической предметной классификации, математическая экономика входит в прикладную категорию № 91:
91 — Теория игр, экономика, общественные науки, поведенческие науки
Коды типа 91Axx закреплены за подразделом «Теория игр», коды типа 91Bxx — за подразделом «Математическая экономика».
Четырёхтомник Handbook of Mathematical Economics издательства Elsevier разделяет «математические методы в экономике» и «области экономики», где используется математика.
Такое же разделение присутствует в «Новом экономическом словаре» издательства Palgrave. Предметный указатель содержит две категории для связанных с математикой статей:
«Математическая экономика» включает 24 статьи, в том числе «ацикличность», «проблема агрегирования», «сравнительная статика», «лексикографическое упорядочение», «линейные модели», «упорядочения» и «качественная экономика»;
«Математические методы» включает 42 статьи, в том числе «вариационное исчисление», «теория катастроф», «комбинаторика», «вычисление общего равновесия», «выпуклость», «выпуклое программирование», «стохастическое оптимальное управление».
Достаточно распространена кодовая классификация JEL, первоначально составленная редакцией журнала Journal of Economic Literature для категоризации книг и статей. Классификация JEL совместима с типологией «Нового экономического словаря»; ниже приведены ссылки на соответствующие разделы в онлайн-версии «Нового».
JEL: C01 — Эконометрика
JEL: C02 — Математические методы
JEL: C6 — Математические методы; Модели программирования; Математическое и имитационное моделирование
JEL: C61 — Методы оптимизации; Модели программирования; Динамический анализ
JEL: C62 — Условия существования и стабильности равновесия
JEL: C63 — Вычислительные методы; Имитационное моделирование
JEL: C67 — Модели межотраслевого баланса
JEL: C68 — Вычислимые модели общего равновесия
JEL: C7 — Теория игр и теория переговоров
JEL: C71 — Кооперативные игры
JEL: C72 — Некооперативные игры
JEL: C73 — Стохастические и динамические игры; Эволюционные игры; Повторяющиеся игры
JEL: C78 — Теория переговоров; Теория паросочетаний

## Современная математическая экономика
Современная экономика полагается на математический анализ и матричную алгебру, в отсутствие которых описать экономические явления было бы сложнее. Ныне этот инструментарий используется не только экономистами математической школы, но и любыми теоретиками, осуществляющими формальное исследование. В некоторых задачах имеется столько переменных, что математика становится единственным возможным способом решения. Альфред Маршалл утверждал, что любое экономическое явление, которые можно квантифицировать и выразить аналитически, следует подвергать математическому изучению.
Математический инструментарий экономики постепенно усложнялся. Современные магистерские программы по экономике и финансам требуют существенной математической подготовки. В результате магистрантами и аспирантами в области экономики становятся многие бакалавры математики. Практические задачи экономики нередко решаются прикладными математиками.
Интеграция экономики и математики выражается в построении стилизованных экономических моделей со строго прописанными допущениями и фальсифицируемыми предсказаниями. Если Адам Смит излагал экономическую проблематику неформально, в виде текста, то математическая экономика даёт явлениям строгую формальную интерпретацию.
Вообще говоря, формальные экономические модели можно подразделить по двум критериям: на стохастические и детерминированные, а также на дискретные и непрерывные. Объект экономики как науки весьма обширен, и его исследователи независимо друг от друга создали массу методологий.
- Стохастические модели, выраженные в терминах случайных процессов, имитируют изменение наблюдаемых переменных во времени. Большинство эконометрических исследований посвящены тестированию гипотез об этих процессах и оценке их параметров. В период интербеллума Херман Волд разработал представление стационарного случайного процесса как суммы авторегрессионных рядов и детерминированного тренда. Волд, а также Ян Тинберген исследовали экономические данные как временные ряды. Современная теория временных рядов оснащена как более общими (ARCH, GARCH), так и более частными (ARMA) средствами анализа.
- Детерминированные модели могут строиться на качественном (некоторые аспекты теории общественного выбора), либо количественном уровне (например, построение финансовых переменных в гиперболической системе координат или моделирование функциональных зависимостей между ними). Если прогностическая мощность модели сводится к определению направлений, в которых изменяются переменные, функциональные зависимости будут иметь только качественную интерпретацию. Например, если цена товара или услуги возрастает, ожидается сокращение спроса. Подобные зависимости могут выражаться и без формул — достаточно построить график.
- Качественные модели распространены в меньшей степени, так как точность их предсказаний невелика. Примером может служить качественное сценарное планирование, когда происходит симуляция возможных будущих событий. Иногда производится нечисловой анализ дерева принятия решений.

### Дифференциальное исчисление
Вильфредо Парето анализировал микроэкономические решения агентов как попытку перейти от одного распределения ресурсов к другому, более предпочтительному. Распределение ресурсов считается эффективным (или оптимальным) по Парето, если исчерпана любая возможность улучшить благосостояние одного из индивидов, не ухудшив благосостояние других. Доказательство Парето часто возникает в одном контексте с вальрасовским равновесием, а также гипотезой Адама Смита о «невидимой руке рынка». Формулировка Парето является первым известным утверждением теоремы, впоследствии названной первой теоремой благосостояния.
В своей знаменитой книге «Основания экономического анализа» (1947) Пол Самуэльсон заложил основы многих экономических моделей. Предложенная им математическая структура нашла применение в различных областях экономики. Опираясь на наследие Альфреда Маршалла, Самуэльсон адаптировал математические модели физики к экономической специфике. В этом выражается главная предпосылка математической экономики: поведение экономических агентов можно моделировать и описывать подобно любой другой системе. Так, принцип Ле Шателье и вальрасовский процесс нащупывания (процесс итеративного поиска равновесия) актуальны для систем разного рода, но описываемые ими закономерности подобны. Самуэльсон существенно развил теорию, начала которой заложили маржиналисты. Задачу об оптимизации индивидуальной полезности он рассмотрел с позиций сравнительной статики, когда в результате некого экзогенного изменения формируются и сопоставляются два равновесия. Этот и другие описанные в книге методы стали базисом для математической экономики XX века. Алгоритм вальрасова нащупывания был описан Кеннетом Эрроу и Леонидом Гурвичем в 1958 году. Алгоритм является продуктом имитационного моделирования: по результатам каждой итерации определяются значения полезности, объёмы спроса и предложения, а также избыточного спроса. В очередной итерации виртуальный аукционист предлагает виртуальным участникам новый вектор цен. Конечной целью является отсутствие избыточного спроса (равно как и избыточного предложения) на всех рынках.

#### Дифференциальные уравнения
Одним из пионеров динамического моделирования в экономических науках стал Луи Башелье. Пытаясь объяснить ценообразование опционов с помощью броуновского движения, он одним из первых использовал дифференциальные уравнения при построении финансовой модели. Впоследствии дифференциальные уравнения возникали в контексте макроэкономических моделей, касающихся в том числе роста и деловых циклов. Исследование динамических систем и процессов макроэкономики подразумевает работу с дифференциальными уравнениями. Уравнение Эйлера (дифференциальное или разностное) появляется в работах макроэкономистов в 1920-е годы, в частности, в модели роста Фрэнка Рамсея (1928). Во второй трети XX века дифференциальные уравнения становятся неотъемлемой частью крупнейших моделей роста (Харрода — Домара) и цикла (Самуэльсона — Хикса, Калдора — Калецкого). Впрочем, этими разделами их применение не ограничивается: уравнения обнаруживаются в иных разделах макроэкономики (неравновесные модели) и микроэкономических конструкциях, например, мерах неприятия риска Эрроу — Пратта. Данный инструментарий применяется и экономистами неортодоксальных направлений, характерный пример — модель классовой борьбы Гудвина.

#### Упадок и расцвет дифференциального исчисления
Работы фон Неймана в области функционального анализа и топологии установили новые взаимосвязи между экономической теорией и математикой. При этом дифференциальное исчисление стало применяться реже — оно не позволяло доказывать существование равновесия. Теоретики общего равновесия стали предпочитать ему общую топологию, выпуклую геометрию и средства оптимизации.
И всё же дифференциальное исчисление никогда не исчезало из экономической методологии. Более того, оно вернуло утраченные прежде позиции в теории общего равновесия. В 60—70-х годах XX века Жерар Дебрё и Стивен Смэйл доказали его существование благодаря новым математическим открытиям: категории Бэра из общей топологии и теореме Сарда из топологии дифференциальной. Дифференциальные методы применяли и другие известные экономисты: Эгберт Диркер, Андреу Мас-Колелл, Ив Баласко.

### Линейные модели
В 1937 году Джон фон Нейман построил модели общего равновесия. В отличие от предшественников, фон Нейман включил в модель ограничения в виде неравенств. Применив обобщённую теорему Брауэра о неподвижной точке, он доказал существование и единственность равновесия в расширяющейся экономике, смоделированной им же. Пусть случайный (транспонированный) вектор {\displaystyle p} обозначает цены товаров, а случайный вектор {\displaystyle q} — интенсивность производственного процесса. Матрицы {\displaystyle A} и {\displaystyle B} содержат информацию о затраченных ресурсах и выпуске соответственно. Фон Нейман рассматривал матричный пучок {\displaystyle A-\lambda B}, где {\displaystyle A} и {\displaystyle B} — неотрицательные матрицы; он пытался найти случайные векторы {\displaystyle p,q} и постоянную {\displaystyle \lambda } такие, что
{\displaystyle p^{T}(A-\lambda B)q=0}
При этом даны две системы неравенств, гарантирующих экономическую эффективность. Единственное решение {\displaystyle A} представляет собой темп прироста ВВП, который равен ставке процента. Доказательства существования положительного решения и равенства решения ставке процента — выдающиеся для своего времени достижения. Результаты фон Неймана рассматривались как частный случай линейного программирования с неотрицательными матрицами. Модель фон Неймана по-прежнему интересует исследователей в области вычислительной экономики.

#### Межотраслевой баланс
В 1936 году экономист российского происхождения Василий Леонтьев построил модель межотраслевого баланса. Её основной стали таблицы материального баланса, разработанные советскими экономистами, те же полагались на разработки физиократов. Модель Леонтьева связывала производственные процессы и спрос, благодаря чему экономисты научились предсказывать, как изменение спроса в одной отрасли повлияет на объём производства в другой. Хотя модель и была довольно простой, оценка коэффициентов позволила Леонтьеву ответить на некоторые интересные вопросы.
Допущения модели подразумевают, что факторы производства добавляются исключительно в фиксированных пропорциях вне зависимости от производимого объекта — получаемая в результате функция производства носит имя экономиста. Это допущение заметно облегчало вычисления, но за простоту пришлось заплатить точностью предсказаний. Модель расширяющейся экономики фон Неймана, напротив, нечувствительна к функции производства, однако оценить коэффициенты необходимо для каждой технологии в отдельности.

### Математическая оптимизация
Под математической оптимизацией (также математическим программированием) понимают нахождение лучшего (худшего) элемента во множестве альтернатив. В простейшем случае оптимизационная задача подразумевает нахождение экстремума вещественнозначной функции, то есть определение тех аргументов, в которых функция принимает оптимальное значение. Решение должно удовлетворять свойствам необходимости и достаточности. В более общем случае задача оптимизации заключается в поиске оптимальных элементов некого множества посредством разнообразных методов и алгоритмов.
Известное определение экономики как науки гласит: «это изучение человеческого поведения как соотношение целей и недостающих средств». Экономическим агентам приходится оптимизировать принимаемые ими решения, что обеспечивает неразрывную связь между экономикой и оптимизацией. Оптимизационные задачи пронизывают современную экономическую науку. В микроэкономике это задача максимизации полезности и двойственная ей задача минимизации расходов при заданном уровне полезности. Теория постулирует, что потребители добиваются максимальной полезности в условиях ограниченного бюджета. Фирмы стремятся извлечь максимальную прибыль, руководствуясь ограничениями производственной функции, рынка ресурсов и спроса на своём рынке.
Экономическое равновесие — один из центральных элементов оптимизационного анализа, так как любая проверяемая на данных теория что-либо говорит о равновесии. Относительно новая тенденция в динамическом программировании и оптимальном моделировании связана с учётом риска и неопределённости. Приложения обнаружены в портфельной теории, экономике информации, теории поиска.
Языком математики можно описать даже систему рынка во всей её целостности. Характерные тому примеры — первая и вторая фундаментальные теоремы благосостояния и модель общего равновесия Эрроу — Дебрё. Говоря точнее, многие экономические задачи имеют аналитическое решение, то есть решением является формула. Если аналитическое решение невозможно, экономисты прибегают к вычислительным методам, которые опосредованы программным обеспечением. Существуют вычислительные модели общего равновесия.
Линейное и нелинейное программирование глубочайшим образом повлияло на методологию микроэкономики, до того полагавшейся исключительно на ограничения-равенства. Линейным программированием занимались многие нобелевские лауреаты, в том числе Леонид Канторович, Леонид Гурвич, Тьяллинг Купманс, Кеннет Дж. Эрроу, а также Роберт Дорфман, Пол Самуэльсон, Роберт Солоу. Канторович и Купманс получили премию (1975) именно за разработку метода. Оба признавали, что вклад Джорджа Данцига в развитие линейного программирования как минимум равносилен их собственному. Канторович, Гурвич, Купманс, Эрроу, Самуэльсон, а также Рагнар Фриш создали предпосылки для появления нелинейного программирования.

#### Линейное программирование
Метод линейного программирования впервые упомянут в работах Леонида Канторовича конца 1930-х годов. Он использовался советскими, а с 40-х годов — и американскими экономистами для оптимизации распределения ресурсов между фирмами и отраслями. Во время блокады Западного Берлина (1948) линейное программирование позволило спланировать поставки продовольствия и предотвратить голод.

#### Нелинейное программирование
Нелинейная оптимизация с ограничениями в виде неравенств зародилась в 1951 году, когда Альберт Таккер и Гарольд Кун решили следующую оптимизационную задачу:
Минимизировать {\displaystyle f}({\displaystyle x}) при условиях {\displaystyle g}i({\displaystyle x}) ≤ 0 и {\displaystyle h}j({\displaystyle x}) = 0, где:
{\displaystyle f}(.) — целевая функция, подлежащая минимизации;
{\displaystyle g}i(.) ({\displaystyle j} = 1, …, {\displaystyle m}) — функции, соответствующие {\displaystyle m} ограничениям в виде неравенств;
{\displaystyle h}j(.) ({\displaystyle j} = 1, …, {\displaystyle l}) — функции, соответствующие {\displaystyle l} ограничениям в виде равенств.
Введя ограничения в форме неравенств, Кун и Таккер обобщили классический метод множителей Лагранжа, где неравенствами могли быть только уравнения. Метод послужил источником вдохновения для новых исследований лагранжевой двойственности. Двойственность в нелинейном программировании особенно полезна в задачах выпуклой оптимизации, где актуальна выпуклая теория двойственности Фенхеля и Рокафеллара. К выпуклым многогранным областям, встречающимся в линейном программировании, выпуклая двойственность применима в своём сильнейшем виде. Лагранжева двойственность и выпуклый анализ распространены в исследовании операций, планировании работы электростанций, заводов, планировании деятельности авиакомпаний.

#### Вариационное исчисление и оптимальное управление
Экономическая динамика предполагает изменение экономически значимых переменных во времени, в том числе в контексте динамических систем. Задачи поиска оптимальных решений, связанных с этими изменениями, исследуются в рамках вариационного исчисления и теории оптимального управления. Ещё до начала Второй мировой войны Фрэнк Рамсей и Гарольд Хотеллинг пользовались методами вариационного исчисления для изучения экономических явлений.
Экономические исследования на базе оптимального управления появились после выхода работ Ричарда Беллмана и коллектива авторов во главе с Л. С. Понтрягиным (советская статья вышла раньше, однако перевод на английский язык был опубликован уже после работы Беллмана). Оптимальное управление помогало найти равновесный экономический рост и параметры стабильности экономических систем. Хрестоматийный пример подобной задачи — поиск оптимальных уровней потребления и сбережений. Модели управления для детерминированного и стохастического случаев существенно различаются. Указанные методы также применимы к управлению финансами, производством и запасами.

#### Функциональный анализ
Доказывая существование равновесия в модели экономического роста, фон Нейман задействовал аппарат функционального анализа. Затронув в доказательстве теорему о неподвижной точке, фон Нейман стал первопроходцем топологических методов в экономике. За ним последовали Эрроу и Дебрё, которые создали абстрактные модели экономических равновесий с помощью выпуклых множеств и теории неподвижных точек. В 1954 году они опубликовали модель, где доказали существование равновесия, а также показали, что всякое равновесие по Вальрасу Парето-эффективно. В общем случае равновесие не единственно. В их построении «исходное» векторное пространство содержит объёмы продаваемых товаров, а сопряжённое к нему — их цены.
Леонид Канторович строил модели в частично упорядоченных векторных пространствах, что также подчёркивало двойственность между ценами и объёмами. Канторович называл цены «объективно обусловленными оценками» (ООО), указывая на политическую подоплёку дискуссии о ценах в СССР.
Функциональный анализ заметно обогатил экономическую методологию даже в случае конечномерных пространств. Было установлено, что вектор цен нормален к гиперплоскости, опорной для выпуклого множества производственных или потребительских возможностей. Оптимизация во времени или в условиях неопределённости требует построений в бесконечномерных пространствах, так как экономические агенты делают выбор между функциями или случайными процессами.

### Эконометрика
Развитие теории вероятностей и математической статистики в период между мировыми войнами, а также появление математически компетентных экономистов дало рождение эконометрике — методологии на стыке математики, статистики и экономики. Под эконометрикой часто понимают применение статистических методов в экономических исследованиях, по большей части — линейных регрессий и анализ временных рядов.
Термин «эконометрика» предложил Рагнар Фриш. В 1930 году он участвовал в создании Эконометрического общества, в 1933 году — журнала Econometrica. Студент Фриша Трюгве Ховельмо в 1944 году опубликовал статью «Вероятностный подход в эконометрике» (англ. The Probability Approach in Econometrics), где утверждал, что математические модели в экономике можно тестировать строгими статистическими средствами, собирая данные из множественных источников. Увязать статистический анализ и экономическую теорию предлагали и в Комиссии Коулза (ныне — Фонде Коулза).
Зачатки современной эконометрики наблюдаются у американского экономиста Генри Л. Мура, изучавшего производительность в сельском хозяйстве. Перебирая различные значения эластичности, он пытался связать производительность почвы с колебаниями спроса и предложения кукурузы и других культур. Математика Мура была достаточно слабой: он допустил несколько ошибок, в том числе неверно избрал спецификацию модели. Точность предсказаний ограничивалась и качеством данных. Первые его модели были статичны, а в 1925 году он представил динамическую модель «подвижного равновесия», в рамках которой пытался объяснить природу экономических циклов. Описанная им периодическая вариация, вызванная избыточной коррекцией спроса и предложения, ныне известна как паутинообразная модель. Особую известность приобрела формальная интерпретация этого феномена, данная Николасом Калдором.

### Теория игр
В 1944 году фон Нейман и Оскар Моргенштерн совершили прорыв, начав формировать методологический аппарат теории игр. Новая теория покоилась на свойствах выпуклых множеств и топологической теории о неподвижной точке. Они обошли дифференциальное исчисление стороной, так как многие функции, встречающиеся в теории игр, недифференцируемы. Развитие кооперативной теории игр продолжили Ллойд Шепли, Мартин Шубик, Эрве Мулен, Нимрод Мегиддо, Безалель Пелег. Приложения теории игр распространялись и за пределы экономики. Исследование кооперативных игр и систем голосования на предмет справедливости выигрышей привело к изменению правил голосования в законодательных органах и пересчёту расходов при планировании инфраструктурных объектов. Специалисты по кооперативной теорий игр привлекались для проектирования системы водоснабжения в южной части Швеции и тарификации выделенных телефонных линий в США.
Предшествующая неоклассическая теория лишь очерчивала круг возможных исходов игры, причём таких моделей было немного. Примером может служить двухсторонняя монополия или договорная кривая в ящике Эджворта. Предсказательный потенциал новых моделей был сопоставим с неоклассическим. Тем не менее, результаты фон Неймана и Моргенштерна дали толчок новым открытиям: вооружившись теоремами о неподвижной точке, Джон Нэш обнаружил условия, при которых задача о сделках и некооперативные игры могут иметь единственное равновесное решение. Некооперативная теория игр стала неотъемлемой частью экспериментальной, поведенческой экономики, экономики информации, теории отраслевых рынков и политической экономии. На базе теории игр зародился дизайн механизмов, иногда называемый обратной теорией игр. Предметом исследования в дизайне механизмов выступают стимулы к обмену информацией — принципы их оптимального построения применимы и в государственной политике, и в частных экономических инициативах.
В 1994 году Нэш, Джон Харсаньи и Рейнхард Зельтен получили премию памяти Нобеля за изучение некооперативных игр. Кроме того, были отмечены заслуги Харсаньи и Зельтена в исследовании повторяющихся игр. Впоследствии их результаты были адаптированы для вычислительных методов моделирования.

### Имитационное моделирование
Агентная вычислительная экономика (АВЭ, англ. agent-based computational economics) — относительно новое научное направление, зародившееся в 1990-х годах. АВЭ занимается изучением экономических объектов как динамических систем, возникающих и изменяющихся в результате последовательного взаимодействия экономических агентов. Объект удовлетворяет определению сложной адаптивной системы. Моделируемые агенты предстают не как реальные индивиды, но как «вычислительные объекты, взаимодействующие по определённым правилам», причём «взаимодействие на микроуровне образует новые закономерности» во времени и пространстве. Правила задают поведение и взаимодействие агентов в соответствии с имеющимися стимулами и доступной им информацией. Допущение об оптимальном (с математической точки зрения) поведении агентов ослабляется: вводится принцип ограниченной рациональности, согласно которому агенты адаптируются к рыночным условиям.
Модели АВЭ, как следует из названия, полагаются на численные методы анализа, родственные компьютерному моделированию. Участие вычислительных машин обусловлено невозможностью аналитического решения сложных динамических задач. На первой стадии моделирования определяются начальные условия, после чего агенты многократно взаимодействуют друг с другом, формируя экономическую систему. В этой связи АВЭ классифицируют как «восходящий» метод (от меньшего к большему), проводя аналогию с подходом in vitro в биологии. Генерируемые в моделях АВЭ события зависят только от начальных условий, что отличает метод от других средств моделирования. Существование равновесия и простота его нахождения не принципиальны. Вместе с тем, агенты способны адаптироваться, обучаться, и они автономны. Методология АВЭ во многом схожа с теоретико-игровой, которая в сущности является агентным моделированием социальных взаимодействий. АВЭ позволяет решать вопросы, связанные с конкуренцией и сотрудничеством, структурой рынка и отраслевыми рынками, транзакционными издержками, экономикой благосостояния и дизайном механизмов, информацией и неопределённостью, макроэкономикой.
С развитием информатики и вычислительных мощностей метод становится всё более привлекательным. Проблематика АВЭ отчасти продиктована трудностями, свойственными экспериментальной экономике в целом, отчасти — собственной спецификой; АВЭ предстоит стандартизирвать подход к эмпирической валидации и решить имеющиеся открытые вопросы. Конечной целью метода называют «тестирование теоретических открытий на реальных данных», причём тесты должны поддерживать совместимость эмпирически обоснованных теорией; теории будут накапливаться, и «работа каждого следующего исследователя будет должным образом базироваться на предшествующих результатах».

## Истоки
История применения математического аппарата для нужд общественных наук восходит к XVII веку. Профессора университетов, преимущественно германских, разработали новый стиль преподавания — детальное представление социально значимых данных. Преподававший в этом стиле Готфрид Ахенвалль предложил называть его статистикой. Параллельно группа английских профессоров создала метод «численной аргументации государственной политики», который был назван политической арифметикой. Экономические категории, изучавшиеся английским экономистом Уильямом Петти, — налогообложение, скорость обращения денег, национальный доход — впоследствии заняли центральное место в экономической науке. Петти работал с количественными данными, однако абстрактную математическую методологию он отвергал. И Петти, и основоположник демографии Джон Граунт были во многом проигнорированы современниками, хотя и оказали определённое влияние на английских экономистов и статистиков.
Обширная математизация экономической науки началась в XIX веке. Зародившаяся тогда классическая школа политической экономии объединила экономистов, изучавших экономики западноевропейских стран. Почти вся классическая теория представима в виде простейших геометрических и аналитических объектов. Ядром метода классиков была алгебра; дифференциальное исчисление тогда ещё не применялось. В 1826 году вышел знаменитый труд Иоганна фон Тюнена «Изолированное государство» (нем. Der Isolierte Staat), содержавший абстрактную поведенческую модель, чётко изложенную на языке математики. Моделируя эксплуатацию сельскохозяйственных угодий, фон Тюнен первым в истории рассмотрел маржинальные величины. Фон Тюнена интересовали вопросы теории, однако для подтверждения своих выводов он использовал эмпирические данные. В отличие от многих современников, немецкий экономист не исследовал новые явления уже имеющимися методами, развивая оригинальные модели и инструменты.
Другие экономисты пробовали решать экономические задачи, адаптируя математические модели физики. Данное течение ныне характеризуется как переход от геометрического мышления к механике. В 1862 году Уильям Стенли Джевонс опубликовал «общую математическую теорию политической экономии», в которой фрагментарно излагалась концепция предельной полезности. В 1871 году экономист представил вниманию публики «Принципы политической экономии» (англ. The Principles of Political Economy). Джевонс предположил, что предмет изучения экономики должен быть тривиален с точки зрения математики, ведь эта наука оперирует количественными показателями. Он считал, что сбор данных о сделках — объёмах и ценах сбыта — достаточен для создания точной науки на базе политической экономии.

### Маржинализм и корни неоклассической школы
Французские экономисты Огюст Курно и Леон Вальрас строили аксиоматику экономики вокруг полезности благ. Учёные утверждали, что индивиды стремятся получить наиболее полезный для себя набор благ, и процедуру выбора можно описать математически. Считалось, что полезность представима в количественной форме; была даже выдвинута гипотетическая единица полезности — ютиль. Курно, Вальрас, а также британский экономист Фрэнсис И. Эджуорт являются предшественниками современной математической экономики.
В 1838 году вышла работа «Исследования математических принципов теории богатства», где профессор математики Огюст Курно представил модель дуополии — рынка с двумя производителями. Курно допустил, что симметричные (имеющие равный доступ к рынку) продавцы не несут издержек. Кроме того, товары гомогенны, то есть совершенно идентичны в представлении потребителя. Каждый из продавцов определяет свой объём выпуска, исходя из соответствующего выбора соперника; цена устанавливается в зависимости от суммарного предложения. Так как издержки отсутствуют, прибыль равна выручке, то есть произведению цены на количество сбытой продукции. Дифференцирование обеих функций прибыли по объёму сбыта даёт систему линейных уравнений, решение которой позволяет получить равновесные показатели выпуска, цены и вычислить прибыль.
Десятки лет вклад Курно в развитие математических методов экономики оставался незамеченными. Впоследствии его построения вдохновили многих маржиналистов. Модель дуополии стала одной из первых некооперативных игр, то есть Курно предвосхитил появление теории игр более чем на сто лет. Выражаясь современным языком, Курно нашёл равновесное по Нэшу решение дуопольной игры.
Найденное Курно равновесие является частичным, общее же изучал Леон Вальрас. Каждого экономического агента Вальрас рассматривал и как производителя, и как потребителя. Он разработал четыре модели обмена в экономике, причём каждая следующая модель обобщала предыдущую. Общее равновесие находилось как решение системы уравнений, линейных и нелинейных. Решение системы произвольного числа уравнений на тот момент не представлялось возможным, однако Вальрас всё-таки получил несколько важных результатов, а именно т. н. закон Вальраса и процесс нащупывания. Его работы были беспрецедентно математизированы для своего времени — об этом писал и Эджуорт, давший рецензию на «Элементы чистой экономики» (фр. Éléments d'économie politique pure) Вальраса.
Закон Вальраса — стоимость востребованных в экономике товаров равна стоимости продаваемых товаров — даёт решение задачи об общем равновесии. Современная и оригинальная формулировки отличаются. Вальрас предполагал, что в равновесии будут куплены все товары и потрачены все деньги. Это позволило ему показать, что в экономике с {\displaystyle n} рынками равновесие любых {\displaystyle n-1} рынков гарантирует равновесие и на n-м. Проще всего проиллюстрировать закон для случая двух рынков: товарного и денежного. Если денежный (товарный) достиг равновесного состояния, ни одни товар (денежная единица) не может ни покинуть рынок, ни проникнуть на него. Следовательно, второй рынок тоже находится в равновесии. Подобную идею Джон Стюарт Милль высказал ещё в 1844 году, однако формальной аргументации он не представил.
Процесс нащупывания (фр. tâtonnement) создавался как практическое выражение вальрасова общего равновесия. Абстрагируясь, он представлял рынок как большой аукцион, где аукционист поочерёдно озвучивает различные варианты цен (озвучиваются цены на все возможные товары — речь идёт об общем равновесии). Покупатели ждут до тех пор, пока им не предложат удовлетворительный вариант, то есть такие цены, которые позволят им купить все желаемые блага в необходимом количестве. Затем заключаются соответствующие сделки, и рынок очищается — нет ни дефицита, ни избытка товаров. Движение рынка в сторону очищения, то есть последовательность цен в устах аукциониста и называется нащупыванием. Процедура кажется динамической, однако модель Вальраса статична: сделки не совершаются до тех пор, пока все рынки не пришли к равновесию. В действительности такое положение дел наблюдается крайне редко.
В 1881 году вышел трактат Фрэнсиса Эджуорта «Математическая психология» (англ. Mathematical Psychics), который явным образом позиционировался как исследование в области математической экономики. Эджуорт перенял у Иеремии Бентама подход под названием «гедонистическое исчисление» (англ. felicific calculus), который позволял измерить субъективную полезность любого экономического решения. На базе «исчисления» Эджуорт построил модель экономического обмена, сделав три допущения:
- индивиды руководствуются только собственной выгодой;
- индивиды стремятся извлечь максимально возможную полезность;
- индивиды «вправе перезаключить сделку без согласия третьей стороны»[прим. 7][141].

Графическая интерпретация модели с двумя агентами, ныне известная как ящик Эджуорта, опубликована в 1924 году Артуром Боули. Множество решений, в которых оба индивида добиваются максимальной полезности, описывается договорной (контрактной) кривой. Кривая, а также её обобщение на n-мерный случай, называются ядром экономики.
Эджуорт настаивал, что доказательные математические методы должны быть усвоены всеми школами экономической мысли. Находясь во главе The Economic Journal, он выпустил ряд критических публикаций о коллегах, исследования которых были недостаточно строгими. Среди прочих критике подвергся Эдвин Селигмен, известный своим скептицизмом в отношении математической экономики. Статьи по большей части касались налоговой нагрузки и её воздействия на поведение производителей. Эджуорт изучил монопольные рынки, где предложение товара зависит от предложения некого другого блага, а спрос независим (примером может служить рынок авиаперевозок: экономический и бизнес-классы обслуживания предназначаются для разных сегментов рынка, однако транспортировка осуществляется одним и тем же самолётом). Выяснилось, что повышение налога может снизить конечную цену одного из зависимых товаров, хотя здравый смысл и традиционные методы вычисления говорили об обратном. Селигмен утверждал, что полученный результат — не более, чем причуда, вытекающая из математической постановки задачи. По мнению Селигмена, парадокс возник из-за непрерывности функции спроса и бесконечно малом изменении налога. Гарольд Хотеллинг позже подтвердил правоту Эджуорта, показав, что та же ситуация возможна как при разрывной функции спроса, так и при больших изменениях налоговой ставки.

### Математизация экономики как процесс
В конце 1930-х годов математический инструментарий экономистов заметно расширился. В экономических исследованиях стали применяться дифференциальное исчисление и дифференциальные уравнения, а графы соседствовали с выпуклыми множествами. Экономическая теория развивалась благодаря усвоению математических методов; схожим путём ранее проследовала физика. Возникли аналогии между математизацией экономики и переходом от механики к аксиоматике.
На протяжении XX века подавляющее большинство экономических публикаций в ведущих научных журналах принадлежало экономистам, занятым в академических организациях. В результате большая часть материала была так или иначе связана с теорией, в то время как сама экономическая теория «становилась всё более абстрактной и математизированной». Субъективная оценка широты применения математических методов в ведущих экономических журналах показала, что количество статей без математических формул и иллюстраций сократилось с 95 % в 1892 году до 5,3 % в 1990 году. Опрос редакторов десяти ведущих журналов продемонстрировал, что лишь 5,8 % статей, опубликованных в 2003—2004 годах, не содержали ни анализа данных, ни (нумеруемых) математических выражений.

## Критика и апология

### Применимость математики для толкования качественных экономических вопросов
Фридрих фон Хайек считал, что формальные методы неприменимы для моделирования реальных экономических агентов, чья информация об окружающем мире ограничена.
Историк экономической мысли Роберт Хайлбронер утверждал, что математизация и «перегрузка данными» сделала экономический анализ наукообразным. Отмечая, что подобие научного метода ещё не гарантирует его истинное присутствие, он был склонен считать математическую экономику наукой. В то же время он считал неуместным математическое толкование многих экономических вопросов, поскольку им присущ неколичественной характер.

### Тестирование предсказаний
В 1940—50-х годах философ Карл Поппер высказывался о положении экономики как науки. Математическую экономику Поппер считал тавтологичной: коль скоро экономика стала математической теорией, математическая экономика с её строгими доказательствами окончательно перестала опровергать гипотезы эмпирически. Поппер считал, что фальсифицируемые допущения возможно тестировать путём наблюдения или экспериментально, в то время как нефальсифицируемые должны изучаться математикой, которая выведет из них следствия и проверит на согласованность с другими допущениями.
Милтон Фридман разделял скептицизм Поппера в отношении допущений; они интересовали его не только в контексте математических методов, но и в остальной экономической науке. Фридман утверждал: «никакое допущение не является реалистичным». Экономист предлагал оценивать качество модели с точки зрения точности прогноза, а не адекватности допущений.

### Математическая экономика как форма чистой математики
В «Общей теории» (1936) Кейнс писал:
Крупный дефект формализации экономического анализа с помощью псевдоматематической символики... в том именно и состоит, что все эти построения явным образом исходят из допущения о строгой независимости введённых в анализ факторов, и они теряют всю свою доказательность и значение с отпадением этой гипотезы. Между тем, когда мы не ограничиваемся механическими манипуляциями, а знаем постоянно, что делаем и что значат употребляемые нами слова, мы можем держать про себя «в уме» необходимые оговорки и коррективы, которые мы позже должны будем внести; но мы никак не можем таким же образом на протяжении нескольких страниц алгебраических выкладок держать «в уме» сложные частные производные, а это все равно, как если бы все они обращались в нуль. Слишком большая доля современной «математической экономии» представляет собой, по существу, простую мешанину, столь же неточную, как и те первоначальные допущения, на которых она основывается, причём авторы получают возможность забывать о сложных отношениях и взаимосвязях действительного мира, замыкаясь в лабиринте претенциозных и бесполезных символов.

### Апология
Отвечая на критику, Пол Самуэльсон приводил аргумент Джозайи У. Гиббса о том, что математика — лишь язык. В экономике этот язык необходим для выражения многих важных вопросов. Более того, математический язык позволил развить экономическую теорию на концептуальном уровне. По мнению Самуэльсона, в отсутствие математического языка микроэкономику постигли бы немногие; при должной математической подготовке её без затруднений освоит большинство
Роберт Солоу (1988) заключает, что математическая экономика являет собой инфраструктуру современной экономической теории. Любая попытка познать современный мир, считает он, требует обращения либо к технической экономике, либо к истории — никакая другая методология ответа не даст.

## Комментарии
1. ↑  англ. "study of human behavior as a relationship between ends and scarce means"
2. ↑  англ. "test[ing] theoretical findings against real-world data in ways that permit empirically supported theories to cumulate over time, with each researcher's work building appropriately on the work that has gone before."
3. ↑  Под маржинальной величиной понимают прирост некой экономической величины в ответ на единичный прирост другой величины при прочих равных.
4. ↑  англ. "general mathematical theory of political economy"
5. ↑  англ. "must be mathematical simply because it deals with quantities"
6. ↑  Подобный количественный или кардиналистский подход соперничал с ординалистской теорией, согласно которой полезность благ нельзя представить численно. Ординалисты говорили лишь о возможности сравнения наборов благ в категориях предпочтений. В большинстве моделей различие между подходами не играет роли.
7. ↑  англ. "free to recontract with another independently of...any third party."
8. ↑  англ. "economic theory itself has been continuously more abstract and mathematical."
9. ↑  англ. I guess the scientific approach began to penetrate and soon dominate the profession in the past twenty to thirty years. This came about in part because of the "invention" of mathematical analysis of various kinds and, indeed, considerable improvements in it. This is the age in which we have not only more data but more sophisticated use of data. So there is a strong feeling that this is a... data-laden undertaking, which, by virtue of the sheer numerics, the sheer equations, and the sheer look of a journal page, bears a certain resemblance to science... That one central activity looks scientific. I understand that. I think that is genuine. It approaches being a universal law. But resembling a science is different from being a science.
10. ↑  англ. "some/much of economics is not naturally quantitative and therefore does not lend itself to mathematical exposition."
11. ↑  англ. "all assumptions are unrealistic"
12. ↑  англ. It is a great fault of symbolic pseudo-mathematical methods of formalising a system of economic analysis ... that they expressly assume strict independence between the factors involved and lose their cogency and authority if this hypothesis is disallowed; whereas, in ordinary discourse, where we are not blindly manipulating and know all the time what we are doing and what the words mean, we can keep ‘at the back of our heads’ the necessary reserves and qualifications and the adjustments which we shall have to make later on, in a way in which we cannot keep complicated partial differentials ‘at the back’ of several pages of algebra which assume they all vanish. Too large a proportion of recent ‘mathematical’ economics are merely concoctions, as imprecise as the initial assumptions they rest on, which allow the author to lose sight of the complexities and interdependencies of the real world in a maze of pretentious and unhelpful symbols.
13. ↑  англ. "few people are ingenious enough to grasp [its] more complex parts… without resorting to the language of mathematics, while most ordinary individuals can do so fairly easily with the aid of mathematics."
14. ↑  англ. "Economics is no longer a fit conversation piece for ladies and gentlemen. It has become a technical subject. Like any technical subject it attracts some people who are more interested in the technique than the subject. That is too bad, but it may be inevitable. In any case, do not kid yourself: the technical core of economics is indispensable infrastructure for the political economy. That is why, if you consult [a reference in contemporary economics]  looking for enlightenment about the world today, you will be led to technical economics, or history, or nothing at all."